# CIBER Field at the University of Denver Soccer Stadium
Le CIBER Field at the University of Denver Soccer Stadium, également connu sous le nom de Denver Soccer Stadium, est un stade omnisports américain, situé dans la ville de Denver, dans le Colorado. Il est principalement destiné à la pratique du soccer.
Le stade, doté de 1 915 places et inauguré en 2009, appartient à l'Université de Denver et sert d'enceinte à domicile à l'équipe universitaire des Pioneers de Denver.

## Histoire
Le stade ouvre ses portes en 2009. Il sert dès son ouverture pour les matchs à domicile de l'équipe de soccer des Pioneers de Denver (pour les tournois de National Collegiate Athletic Association masculins et féminins),.
En 2016, l'équipe de rugby à XV du Stampede de Denver utilise le stade pour ses matchs à domicile pour la fin de la saison de PRO Rugby.